# 823
823 (DCCCXXIII) je bilo navadno leto, ki se je po julijanskem koledarju začelo na četrtek.

## Dogodki
- konec upora Ljudevita Posavskega.

## Rojstva
- Karel Plešasti, kralj Frankovskega kraljestva in cesar Svetega rimskega cesarstva († 877)
- Pipin II. Akvitanski, kralj Akvitanije († po 864)